# Ad hoc nos disponente
Ad hoc nos disponente (известна в източниците и като Ad hoc nos disponente dominio) е папска була на римския папа Каликст II, издадена на 19 юни 1119 г. г., с която се потвърждават привилегиите и владенията на рицарския орден на хоспиталиерите, както и постановленията на предходната папска була „Pie Postulatio Voluntatis“, издадена на 15 февруари 1113 г. от папа Паскалий II, с която се утвърждава ордена.
С „Ad hoc nos disponente“ фактически се разрешава на рицарите-хоспиталиери да предоставят помощ на поклонниците в Светите земи и да ги защитават с оръжие срещу неверниците.